# Arraial dos Freitas
O Arraial dos Freitas é um centro histórico tombado, localizado na área rual do município de Cuiabá, no Mato Grosso. Cerca de 250 pessoas possuem residência em chácaras e fazendas nessa localidade. A comunidade conta com um campo de futebol, que conta com iluminação em sistema de lâmpadas de LED. O campo recebeu um jogo de confraternização entre os times "As Cachorras" (casados) e "As Piranhas" (solteiros), em janeiro de 2020.
Em 2021, o presidente da Associação dos Moradores do Arraial dos Freitas era Ademil de Freitas.